# Збигнев Цибулски
Збѝгнев Ху̀берт Цибу̀лски (на полски: Zbigniew Hubert Cybulski) е полски театрален и филмов актьор.

## Биография
Роден е на 3 ноември 1927 година в село Княже, Станиславовско войводство. През 1953 година завършва Държавното висше актьорско училище в Краков. Същата година дебютира на сцената на гданския театър „Вибжеже“ в постановката „Коварство и любов“ по едноименната пиеса на Фридрих Шилер. В 1954 година с група приятели основа студентски театър „BIM-BOM“, който гастролира с успех в цяла Полша и в чужбина.
През 1954 година дебютира в киното, изигравайки епизодична роля във филма „Поколение“ на Анджей Вайда. Връх в неговата филмова кариера е ролята на „Мачек Хелмински“ във филма „Пепел и диамант“ (1958) на Вайда. Участва също така в кинопродукции на режисьори като Станислав Ленартович („Джузепе във Варшава“), Александер Форд („Осмият ден на седмицата“), Войчех Йежи Хас („Как да бъдеш обичана“), Тадеуш Конвицки („Салто“).
Умира трагично на 8 януари 1967 година във Вроцлав.